# (191551) 2003 VK1
A (191551) 2003 VK1 a Naprendszer kisbolygóövében található aszteroida. Sárneczky Krisztián és Sipőcz Brigitta fedezte fel 2003. november 6-án.